# Modelo de desarrollo científico de Kuhn

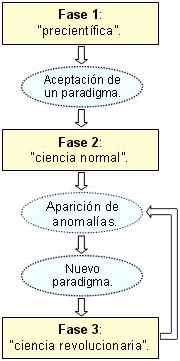
Las fases de la ciencia según Thomas Kuhn.

Thomas Kuhn desarrolló un modelo epistemológico de desarrollo científico, que se divide en cinco estadios.
Ciencia inmaduraAntecede a la ciencia normal, se caracteriza por una serie de escuelas y subescuelas de pensamiento que aún no son ciencia porque no tienen un paradigma común.
Por ejemplo durante el siglo XVII había una serie de teorías que trataban de explicar el fenómeno eléctrico; entre ellas se encontraban las teorías de Benjamín Franklin, Stephen Gray y Thomas A. Watson. Esta ciencia se caracteriza porque trata aún de dar explicación a un aspecto fundamental de su teoría.
Ciencia normalSignifica investigación basada firmemente en una o más realidades científicas pasadas, realizaciones que alguna comunidad científica particular reconoce, durante cierto tiempo, como fundamento para su práctica posterior.
Crisis científicaDado que la ciencia normal no está exenta de que existan errores o contradicciones en su modelo científico, pueden existir anomalías que no puede explicar, u otro fenómeno que no se pueda resolver es entonces cuando se genera una crisis científica.
Revolución científicaSe genera por la aparición de un nuevo paradigma, que suplanta a otro de manera que los científicos se vuelven hacia otras teorías que la puedan explicar mientras que otros buscan tratar de resolverlo con nuevas teorías.
Ciencia extraordinariaSe inicia con el conjunto de anomalías, problemas sin solución que se evidencian del paradigma actual. Estas producen crisis que ocasiona la proliferación de otros paradigmas, y que posteriormente mediante un consenso científico se reducirán a uno solo que dará inicio a la ciencia normal hasta que se repita el ciclo.
Las respuestas que Kuhn da a las cuestiones iniciales, que se plasman en la obra La estructura de las revoluciones científicas, de 1962, supusieron un gran cambio en el debate filosófico del momento, pues el modelo formalista que imperaba fue desafiado por el enfoque historicista de Kuhn.